# Poloweltmeisterschaft 2015

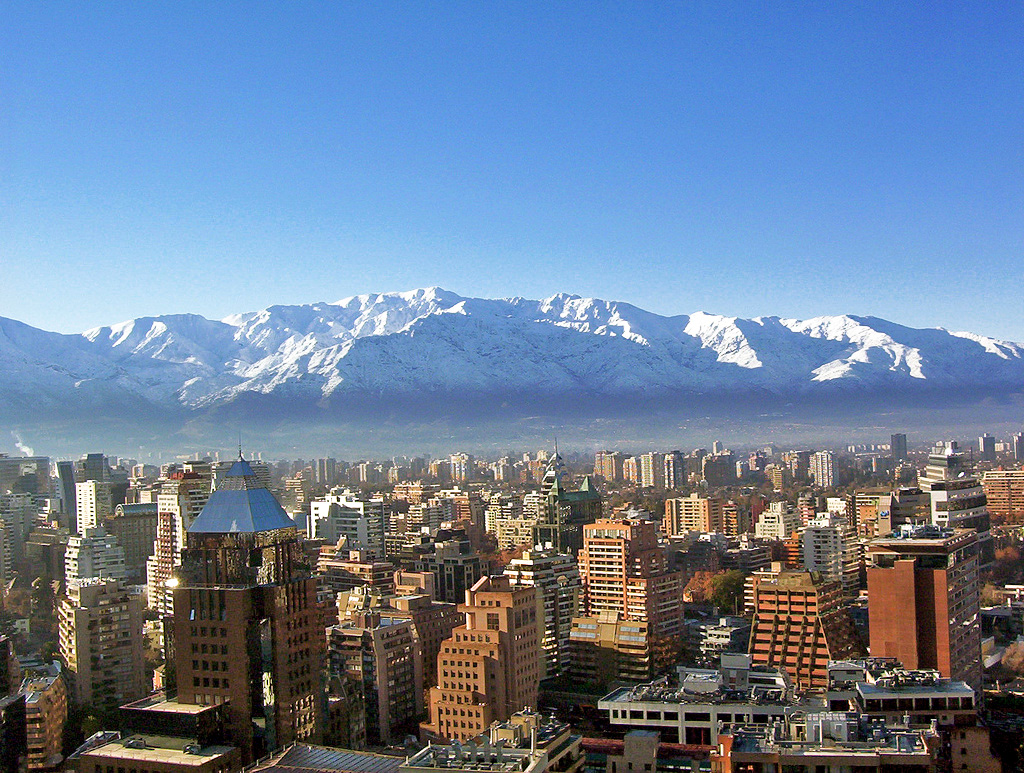
Santiago de Chile, Austragungsort der X. Poloweltmeisterschaft

Die X. Poloweltmeisterschaft fand vom April 2015 in Santiago de Chile statt. Ausrichtender Verein war der Club de Polo y Equitacion San Cristobal.

## Finalrunde
Halbfinale

Chile – Brasilien 11-10

Vereinigte Staaten – England 15-9
Finale

Chile – Vereinigte Staaten 12-11

## Endergebnis
| Platz | Land               |
| ----- | ------------------ |
| 1     | Chile              |
| 2     | Vereinigte Staaten |
| 3     | Brasilien          |
| 4     | England            |
| 5     | Argentinien        |
| 6     | Pakistan           |